# Lijst van schilderijen van Rembrandt van Rijn
Hieronder volgt een zo volledig mogelijke lijst van de schilderijen van Rembrandt van Rijn.

## Inleiding
Het uitgangspunt voor deze lijst is A Corpus of Rembrandt Paintings VI - Rembrandt's Painting Revisited. A Complete Survey (2014; herdrukt in 2017) van Ernst van de Wetering, dat het sluitstuk vormde van het Rembrandt Research Project.
De catalogusnummers met een asterisk (*) betreffen schilderijen die eerder waren afgeschreven, maar door Ernst van de Wetering alsnog als authentiek werden beschouwd.
De lijst is aangevuld met enkele schilderijen die na 2014 zijn (her)ontdekt. De lijst wordt gevolgd door een selectie van schilderijen waarover nog discussie bestaat onder de kunsthistorici, en een selectie van werken die aan (onbekende) leerlingen en navolgers van Rembrandt worden toegeschreven.
Er zijn aparte lijsten voor de etsen en de tekeningen:
- Lijst van etsen van Rembrandt van Rijn
- Lijst van tekeningen van Rembrandt van Rijn

## Gesigneerde en toegeschreven schilderijen
Alle schilderijen zijn in olieverf, tenzij anders aangegeven. De drager is paneel, doek, koper of papier. De titels zijn ontleend aan de website van de RKD, die onderdeel is van The Rembrandt Database. Als de titel in de (Engelstalige) catalogus van Ernst van de Wetering sterk afwijkt, wordt ook die (in vertaling) vermeld na het woordje of. Andere min of meer gebruikelijke titels worden voorafgegaan door ook. Verouderde titels worden aangeduid met voorheen.
| Afbeelding | Titel | Datering                                                           | Techniek                                                                          | Afmetingen h × b (cm) | Verblijfplaats                                                             | Cat.   | RKD | Opmerkingen |
| ---------- | --- | ------------------------------------------------------------------ | --------------------------------------------------------------------------------- | --------------------- | -------------------------------------------------------------------------- | ------ | --- | --- |
|            | De brillenverkoper ('Gezicht') | ca. 1624                                                           | Paneel                                                                            | 21 × 17,8             | Leiden, Museum De Lakenhal                                                 | W1*    | RKD | Mogelijk onderdeel van een reeks met De vijf zintuigen |
|            | Drie zangers ('Gehoor') | ca. 1624-1625                                                      | Paneel                                                                            | 21,6 × 17,8           | New York, Leiden Collection                                                | W2*    | RKD | Mogelijk onderdeel van een reeks met De vijf zintuigen |
|            | De operatie ('Tast') | ca. 1624-1625                                                      | Paneel                                                                            | 21,5 × 17,7           | New York, Leiden Collection                                                | W3*    | RKD | Mogelijk onderdeel van een reeks met De vijf zintuigen |
|            | De bewusteloze patiënt ('Reuk') | ca. 1624-1625                                                      | Paneel                                                                            | 21,5 × 17,7           | New York, Leiden Collection                                                | W3A    | RKD | Mogelijk onderdeel van een reeks met De vijf zintuigen |
|            | 'Smaak' | ca. 1624                                                           |                                                                                   |                       |                                                                            | –      |     | Het vijfde schilderij van de veronderstelde reeks De vijf zintuigen is onbekend                                                                                                |
|            | Christus verdrijft de wisselaars uit de tempel                                                                                               | ca. 1624-1625                                                      | Paneel                                                                            | 43,1 × 32             | Moskou, Poesjkinmuseum                                                     | W4     | RKD | Latere eigenhandige signatuur: RH[F] 1626 |
|            | De steniging van de heilige Stefanus | 1625                                                               | Paneel                                                                            | 89,5 × 123,6          | Lyon, Musée des Beaux-Arts de Lyon                                         | W5     | RKD | Signatuur: R f. 1625 |
|            | Borststuk van een man met halsberg en gevederde baret                                                                                        | ca. 1626                                                           | Paneel                                                                            | 40 × 29,4             | Privéverzameling (veiling Christie's Londen, 2012)                         | W6     | RKD | |
|            | Historiestuk | 1626                                                               | Paneel                                                                            | 90 × 122              | Leiden, Museum De Lakenhal                                                 | W7     | RKD | Signatuur: R f. of RH 16[2]6 Het is niet bekend wat het schilderij voorstelt.                                                                                                  |
|            | David met het hoofd van Goliath voor Saul | 1626 of 1627                                                       | Paneel                                                                            | 27,2 × 39,6           | Bazel, Kunstmuseum Basel                                                   | W8     | RKD | Signatuur: RH. 1627 |
|            | De doop van de kamerling | 1626                                                               | Paneel                                                                            | 63,5 × 48             | Utrecht, Museum Catharijneconvent                                          | W9     | RKD | Signatuur: RH. 1626 |
|            | Bileam en de ezelin | 1626                                                               | Paneel                                                                            | 63,2 × 46,5           | Parijs, Musée Cognacq-Jay                                                  | W10    | RKD | Signatuur: RH 1626 |
|            | Musicerend gezelschap of Muzikale allegorie                                                                                                  | 1626                                                               | Paneel                                                                            | 63,4 × 47,6           | Amsterdam, Rijksmuseum                                                     | W11    | RKD | Signatuur: RH. 1626 |
|            | Tobit beschuldigt Anna van het stelen van het bokje                                                                                          | 1626                                                               | Paneel                                                                            | 40,1 × 29,9           | Amsterdam, Rijksmuseum                                                     | W12    | RKD | Signatuur: RH. 1626 |
|            | De vlucht naar Egypte | 1627                                                               | Paneel                                                                            | 27,5 × 24,7           | Tours, Musée des Beaux-Arts de Tours                                       | W13*   | RKD | Signatuur: RH 1627 Ook toegeschreven aan een schilder uit de omgeving van Rembrandt.                                                                                           |
|            | De rijkaard uit de gelijkenis van de rijke dwaas                                                                                             | 1627                                                               | Paneel                                                                            | 31,7 × 42,5           | Berlijn, Gemäldegalerie                                                    | W14    | RKD | Signatuur: RH. 1627. |
|            | De apostel Paulus in de gevangenis | 1627                                                               | Paneel                                                                            | 72,8 × 60,2           | Stuttgart, Staatsgalerie Stuttgart                                         | W15    | RKD | Signatuur: R[H] 1627 |
|            | De opdracht in de tempel of Simeon in de tempel                                                                                              | ca. 1628                                                           | Paneel                                                                            | 55,4 × 43,7           | Hamburg, Hamburger Kunsthalle                                              | W16    | RKD | |
|            | De voetoperatie | (ca.) 1628                                                         | Paneel                                                                            | 31,8 × 24,4           | Privéverzameling, Zwitserland                                              | W17*   | RKD | Signatuur: RHL. 1628. In de loop der tijd toegeschreven aan Rembrandt of Jan Lievens of iemand uit hun omgeving.                                                               |
|            | Zelfportret of Lachende Rembrandt | ca. 1628                                                           | Koper                                                                             | 22,2 × 17,1           | Los Angeles, J. Paul Getty Museum                                          | W18    | RKD | Signatuur: RHL |
|            | Zelfportret met halsberg en baret of Studie voor de spiegel (de menselijke huid)                                                             | ca. 1627-1628 of ca. 1629                                          | Paneel                                                                            | 42,8 × 33             | Indianapolis, Indianapolis Museum of Art                                   | W19*   | RKD | Voorheen beschouwd als een kopie van de versie in Atami (zie RKD 30238). |
|            | Zelfportret of Studie in lichtval voor de spiegel (voorheen: Zelfportret op jeugdige leeftijd)                                               | ca. 1628                                                           | Paneel                                                                            | 22,6 × 18,7           | Amsterdam, Rijksmuseum                                                     | W20    | RKD | Niet gesigneerd |
|            | Borststuk van een man met een tulband | ca. 1628                                                           | Paneel                                                                            | 26,7 × 20,3           | Privéverzameling: Collectie Kremer                                         | W21    | RKD | Signatuur: RHL |
|            | Gezelschap in een interieur of Interieur met figuren, bijgenaamd 'La main chaude'                                                            | ca. 1628                                                           | Paneel                                                                            | 19,7 × 25,4           | Dublin, National Gallery of Ireland                                        | W22    | RKD | Niet gesigneerd |
|            | Judas brengt de zilverlingen terug of De berouwvolle Judas brengt de zilverlingen terug                                                      | 1629                                                               | Paneel                                                                            | 79 × 102,3            | Privéverzameling: Mulgrave Castle (bij Whitby)                             | W23    | RKD | Signatuur: RL. 1629. |
|            | Schilder in zijn werkplaats of De schilder in zijn atelier ('Idea')                                                                          | ca. 1628                                                           | Paneel                                                                            | 24,8 × 31,7           | Boston, Museum of Fine Arts                                                | W24    | RKD | Niet gesigneerd |
|            | De maaltijd te Emmaüs | ca. 1629                                                           | Paneel                                                                            | 37,4 × 42,3           | Parijs, Musée Jacquemart-André                                             | W25    | RKD | Signatuur: R[...] |
|            | Een oude man slapend bij het vuur, mogelijk 'De Luiheid'                                                                                     | 1629                                                               | Paneel                                                                            | 51,9 × 40,8           | Turijn, Galleria Sabauda                                                   | W26    | RKD | Signatuur: P[=R] L. [..]29 |
|            | Twee oude mannen in dispuut (waarschijnlijk Petrus en Paulus)                                                                                | ca. 1628                                                           | Paneel                                                                            | 72,4 × 59,7           | Melbourne, National Gallery of Victoria                                    | W27    | RKD | Signatuur: RL. |
|            | De apostel Paulus aan zijn schrijftafel | ca. 1629-1630                                                      | Paneel                                                                            | 47,2 × 38,6           | Neurenberg, Germanisches Nationalmuseum                                    | W28    | RKD | Niet gesigneerd |
|            | Zelfportret met gevederde baret | 1629                                                               | Paneel                                                                            | 89,7 × 73,5           | Boston, Isabella Stewart Gardner Museum                                    | W29    | RKD | Signatuur: RHL [...]9 |
|            | Zelfportret met halsberg | ca. 1629                                                           | Paneel                                                                            | 38,2 × 31             | Neurenberg, Germanisches Nationalmuseum                                    | W30    | RKD | Signatuur: RHL. f [...] |
|            | Zelfportret of Zelfportret met licht van links                                                                                               | 1629                                                               | Paneel                                                                            | 15,5 × 12,7           | München, Alte Pinakothek                                                   | W31    | RKD | Signatuur: RHL 1629 |
|            | Rembrandt als een jonge man of Zelfportret                                                                                                   | ca. 1630                                                           | Paneel                                                                            | 22,2 × 16,6           | New York, Metropolitan Museum of Art                                       | W32*   | RKD | Signatuur (restanten): RL Het museum schrijft het op gezag van Walter Liedtke toe aan een schilder uit de omgeving van Rembrandt (ca. 1630-1635)                               |
|            | Zelfportret met baret en geplooid hemd ('stilus mediocris')                                                                                  | 1630                                                               | Verguld koper                                                                     | 15 × 12,2             | Stockholm, Nationalmuseum                                                  | W33*   | RKD | Signatuur: R[...] 1630 |
|            | Borststuk van een oude vrouw in gebed ('stilus gravis')                                                                                      | ca. 1630                                                           | Verguld koper                                                                     | 15,5 × 12,2           | Salzburg, Residenzgalerie                                                  | W34    | RKD | Signatuur: R [later toegevoegd] |
|            | Lachende man of Lachende soldaat ('stilus humilis')                                                                                          | ca. 1630                                                           | Verguld koper                                                                     | 15,3 × 12,2           | Den Haag, Mauritshuis                                                      | W35*   | RKD | Niet gesigneerd |
|            | Borststuk van een oude man met baard | 1630                                                               | Paneel                                                                            | 18,2 × 17,4           | Privéverzameling                                                           | W36*   | RKD | Niet gesigneerd |
|            | Simson en Delila of Simson verraden door Delila                                                                                              | ca. 1628-1630                                                      | Paneel                                                                            | 61,3 × 50,1           | Berlijn, Gemäldegalerie                                                    | W37    | RKD | Signatuur: RHL 1628 Stilistisch lijkt het schilderij later te zijn ontstaan.                                                                                                   |
|            | David speelt harp voor koning Saul | ca. 1630                                                           | Paneel                                                                            | 62 × 50               | Frankfurt am Main, Städel Museum                                           | W38    | RKD | Niet gesigneerd |
|            | Jeremia treurend over de verwoesting van Jeruzalem                                                                                           | 1630                                                               | Paneel                                                                            | 58,3 × 46,6           | Amsterdam, Rijksmuseum                                                     | W39    | RKD | Signatuur: RHL 1630 |
|            | De heilige Petrus in de gevangenis | 1631                                                               | Paneel                                                                            | 59,1 × 47,8           | Jeruzalem, Israëlmuseum                                                    | W40    | RKD | Signatuur: RHL. 1631 |
|            | Andromeda | ca. 1630                                                           | Paneel                                                                            | 34,5 × 25             | Den Haag, Mauritshuis                                                      | W41    | RKD | Niet gesigneerd |
|            | De barmhartige Samaritaan brengt de gewonde reiziger naar een herberg of De barmhartige Samaritaan                                           | 1630                                                               | Paneel                                                                            | 24,2 × 19,8           | Londen, Wallace Collection                                                 | W42*   | RKD | Signatuur: RHL 1630 Het schilderij is ook toegeschreven aan onder anderen Govert Flinck.                                                                                       |
|            | Borststuk van een oude man met bontmuts | 1630                                                               | Paneel                                                                            | 22,2 × 17,7           | Innsbruck, Tiroler Landes Museum                                           | W43    | RKD | Signatuur: RHL 1630 |
|            | Borststuk van een oude man met een kalotje of Olieverfstudie van een oude man                                                                | ca. 1630                                                           | Paneel                                                                            | 24,3 × 20,3           | Kingston, Agnes Etherington Art Centre                                     | W44*   | RKD | Signatuur: RHL De toeschrijving aan Rembrandt is/was omstreden. |
|            | Tronie van een oude man of Olieverfstudie van een oude man                                                                                   | ca. 1630                                                           | Paneel                                                                            | 19,6 × 16,3           | Kopenhagen, Statens Museum for Kunst                                       | W45*   | RKD | Signatuur: RH De toeschrijving aan Rembrandt is/was omstreden. |
|            | Tronie van een oude man of Borststuk van een oude man                                                                                        | Ca. 1630                                                           | Paneel                                                                            | 46,9 × 38,8           | Den Haag, Mauritshuis                                                      | W46*   | RKD | Niet gesigneerd |
|            | Het loflied van Simeon of Simeon in de tempel                                                                                                | 1631                                                               | Paneel                                                                            | 60,9 × 47,9           | Den Haag, Mauritshuis                                                      | W47    | RKD | Signatuur: RHL 1631 |
|            | De opwekking van Lazarus | ca. 1630-1632                                                      | Paneel                                                                            | 96,2 × 81,5           | Los Angeles, Los Angeles County Museum of Art                              | W48    | RKD | Niet gesigneerd (het paneel is verkleind) |
|            | De ontvoering van Proserpina | ca. 1631                                                           | Paneel                                                                            | 84,8 × 79,7           | Berlijn, Gemäldegalerie                                                    | W49    | RKD | Niet gesigneerd (het paneel is verkleind) |
|            | De roof van Europa | 1632                                                               | Paneel                                                                            | 64,6 × 78,7           | Los Angeles, J. Paul Getty Museum                                          | W50    | RKD | Signatuur: RHL van / Ryn. 1632 |
|            | Een oude lezende vrouw, waarschijnlijk de profetes Hanna                                                                                     | 1631                                                               | Paneel                                                                            | 59,8 × 47,7           | Amsterdam, Rijksmuseum                                                     | W51    | RKD | Signatuur: RHL 1631 |
|            | Christus aan het kruis | 1631                                                               | Van paneel overgebracht op doek en daarna op een paneel bevestigd                 | 99,9 × 72,6           | Le Mas-d'Agenais, Église Saint-Vincent                                     | W52    | RKD | Signatuur: RHL / 1631 |
|            | Zelfportret in oosterse kleding met poedel of De kunstenaar in oosters kostuum met een hond aan zijn voeten                                  | 1631                                                               | Paneel                                                                            | 66,5 × 52             | Parijs, Petit Palais                                                       | W53    | RKD | Signatuur: Rembrant. f... 1631 De hond werd eind 1632 of begin 1633 toegevoegd                                                                                                 |
|            | Minerva in haar studeervertrek | ca. 1631                                                           | Paneel                                                                            | 60,5 × 49             | Berlijn, Gemäldegalerie                                                    | W54    | RKD | In 19e-eeuwse literatuur vermelde resten van een signatuur zijn niet meer zichtbaar.                                                                                           |
|            | Borststuk van een man met een kalotje en een gouden ketting of Borststuk van een oude man met een baret en gouden ketting                    | ca. 1631                                                           | Paneel                                                                            | 59,9 × 51,2           | Privéverzameling                                                           | W55    | RKD | Signatuur: RHL. 1631 |
|            | Oude man in een militair kostuum of Een man met halsberg en gevederde baret                                                                  | ca. 1631                                                           | Paneel                                                                            | 65,7 × 51,8           | Los Angeles, J. Paul Getty Museum                                          | W56*   | RKD | Signatuur: RHL [Later vervangen door: Rembrandt. / f.] |
|            | Borststuk van een jongeman met gevederde baret                                                                                               | 1631 – ca. 1635                                                    | Paneel                                                                            | 80,3 × 64,8           | Toledo (Ohio), Toledo Museum of Art                                        | W57    | RKD | Signatuur: RHL. 1631 |
|            | Halffiguur van een man met halsberg en gevederde baret                                                                                       | ca. 1631                                                           | Paneel                                                                            | 83,1 × 75,7           | Chicago, Art Institute of Chicago                                          | W58    | RKD | Signatuur: RHL |
|            | Portret van Nicolaes Ruts | 1631                                                               | Paneel                                                                            | 116 × 87              | New York, Frick Collection                                                 | W59    | RKD | Signatuur: RHL / 1631 |
|            | Portret van een man aan een schrijftafel (mogelijk Jacob Bruyningh)                                                                          | 1631                                                               | Doek                                                                              | 104,4 × 91,8          | Sint-Petersburg, Hermitage                                                 | W60    | RKD | Signatuur: RHL / 1631 |
|            | Portret van een echtpaar in het zwart | 1632                                                               | Doek                                                                              | 131,5 × 109           | Boston, Isabella Stewart Gardner Museum (spoorloos na diefstal)            | W61*   | RKD | Signatuur: RHL van Ryn (met latere signatuur eroverheen) |
|            | Portret van een man | ca. 1632                                                           | Paneel                                                                            | 90,8 × 68,57          | Wenen, Kunsthistorisches Museum                                            | W62a   | RKD | Niet gesigneerd Pendant van W62b |
|            | Portret van een vrouw | ca. 1632                                                           | Paneel                                                                            | 90 × 68               | Wenen, Kunsthistorisches Museum                                            | W62b   | RKD | Niet gesigneerd Pendant van 62a Door Rembrandt en (grotendeels) atelier |
|            | Portret van een man ('Beresteyn-portret') | 1632                                                               | Doek                                                                              | 112 × 89              | New York, Metropolitan Museum of Art                                       | W63a*  | RKD | Signatuur: RHL. van Rijn / 1632 Pendant van W63b |
|            | Portret van een vrouw ('Beresteyn-portret')                                                                                                  | 1632                                                               | Doek                                                                              | 112,5 × 88,8          | New York, Metropolitan Museum of Art                                       | W63b*  | RKD | Signatuur: RHL. van Rijn / 1632 Pendant van 63a Door Rembrandt en (grotendeels) atelier                                                                                        |
|            | Portret van een man die zijn pen versnijdt                                                                                                   | 1632                                                               | Doek                                                                              | 101,5 × 81,5          | Kassel, Museum Schloss Wilhelmshöhe                                        | W64a   | RKD | Signatuur: RHL van Rijn / 1632 Pendant van W64b |
|            | Portret van een vrouw | 1632                                                               | Doek                                                                              | 92 × 71               | Wenen, Akademie der bildenden Künste Wien                                  | W64b   | RKD | Signatuur: RHL van Rijn / 1632 Rembrandt (en atelier?). Pendant van 64a. |
|            | Portret van Amalia van Solms | 1632                                                               | Doek                                                                              | 69,5 × 54,4           | Parijs, Musée Jacquemart-André                                             | W65b   | RKD | Signatuur: RHL van Ryn / 1632 Pendant van W65a: Gerard van Honthorst, Portret van Prins Frederik Hendrik, 1631, Den Haag, Huis ten Bosch                                       |
|            | Zelfportret of Zelfportret als burger ook: Zelfportret met breedgerande hoed                                                                 | 1632                                                               | Paneel                                                                            | 64,4 × 47,6           | Glasgow, Burrell Collection                                                | W66    | RKD | Signatuur: RHL van Ryn / 1632 |
|            | Portret van Maurits Huygens | 1632                                                               | Paneel                                                                            | 31,1 × 24,5           | Hamburger Kunsthalle                                                       | W67    | RKD | |
|            | Portret van Jacob de Gheyn III | 1632                                                               | Paneel                                                                            | 29,9 × 24,9           | Londen, Dulwich Picture Gallery                                            | W68    | RKD | |
|            | Zelfportret ook: Zelfportret met hoed | 1632                                                               | Paneel                                                                            | 21,8 × 16,3           | Privéverzameling                                                           | W69    | RKD | Signatuur: Rembrant. fv. / 1632 |
|            | Portret van Joris de Caullery | 1632                                                               | Doek op paneel                                                                    | 102,5 × 83,8          | San Francisco, Fine Arts Museums of San Francisco                          | W70    | RKD | |
|            | Portret van een jonge man | 1632                                                               | Paneel                                                                            | 63 × 46               | Aken, Suermondt-Ludwig-Museum                                              | W71    | RKD | |
|            | Portret van Marten Looten | 1632                                                               | Paneel                                                                            | 92,8 × 74,9           | Los Angeles, Los Angeles County Museum of Art                              | W72    | RKD | |
|            | Portret van een man of Portret van een 40-jarige man                                                                                         | 1632                                                               | Paneel                                                                            | 75,6 × 52,1           | New York, Metropolitan Museum of Art                                       | W73    | RKD | |
|            | Portret van een 39-jarige vrouw | 1632                                                               | Paneel                                                                            | 74,5 × 55             | Nivå (Denemarken), Nivaagaards Malerisamling                               | W74    | RKD | De hand en het boek zijn later door iemand anders toegevoegd |
|            | Portret van Aeltje Pietersdr Uylenburgh of Portret van een 62-jarige vrouw, mogelijk Aeltje Pietersdr Uylenburgh                             | 1632                                                               | Paneel                                                                            | 73,5 × 55             | Boston, Museum of Fine Arts                                                | W75    | RKD | |
|            | De anatomische les van Dr. Nicolaes Tulp | 1632                                                               | Doek                                                                              | 169,5 × 216,5         | Den Haag, Mauritshuis                                                      | W76    | RKD | Gesigneerd: Rembrant. ft: 1632 |
|            | Portret van Jean Pellicorne en zijn zoon Casper                                                                                              | 1632                                                               | Doek                                                                              | 155 × 123             | Londen, Wallace Collection                                                 | 77a    | RKD | Rembrandt en (grotendeels) atelier. Pendant van 77b |
|            | Portret van Susanna van Collen en haar dochter Anna Pellicorne                                                                               | 1632                                                               | Doek                                                                              | 153 × 121             | Londen, Wallace Collection                                                 | W77b   | RKD | Rembrandt en (in belangrijke mate) atelier. Pendant van 77a |
|            | Borststuk van een jonge vrouw | 1632                                                               | Paneel                                                                            | 60,6 × 45             | New York, Leiden Collection                                                | W78    | RKD | |
|            | Borststuk van een jonge vrouw met gevederde baret                                                                                            | 1632                                                               | Doek, bevestigd op paneel                                                         | 60,6 × 45             | Privéverzameling                                                           | W79*   | RKD | |
|            | Jonge vrouw en profil of Halffiguur van een jonge vrouw en profil met een waaier                                                             | 1632                                                               | Doek                                                                              | 72,5 × 54,8           | Stockholm, Nationalmuseum                                                  | W80    | RKD | |
|            | Borststuk van een oude man | 1632                                                               | Paneel                                                                            | 66,5 × 51             | Cambridge (Massachusetts), Fogg Museum                                     | W81*   | RKD | |
|            | Borststuk van een oude man met een gouden ketting of Studie van een man met een gouden ketting                                               | 1632                                                               | Paneel                                                                            | 59 × 46,5             | Kassel, Museum Schloss Wilhelmshöhe                                        | W82*   | RKD | |
|            | De apostel Petrus | 1632                                                               | Doek                                                                              | 81,3 × 66,2           | Stockholm, Nationalmuseum                                                  | W83    | RKD | |
|            | Man in oriëntaalse kleding of Kniestuk van een man in oosterse kleding ('De nobele Slaaf’)                                                   | 1632                                                               | Paneel                                                                            | 152,7 × 111,1         | New York, Metropolitan Museum of Art                                       | W84    | RKD | |
|            | Een oude geleerde in een gewelfde ruimte of Een geleerde bij een raam (een studie in kamerlicht)                                             | 1631                                                               | Paneel                                                                            | 60,8 × 47,3           | Stockholm, Nationalmuseum                                                  | W85*   | RKD | |
|            | Oude man in een interieur met wenteltrap of Interieur met een raam en een spiltrap (een studie in kamerlicht) voorheen: Mediterende filosoof | 1632                                                               | Paneel                                                                            | 28,2 × 34,4           | Parijs, Louvre                                                             | W86    | RKD | |
|            | Portret van een man | 1632                                                               | Paneel                                                                            | 63,5 × 47,3           | Braunschweig, Herzog Anton Ulrich Museum                                   | W87a*  | RKD | Pendant van W87b |
|            | Portret van een vrouw | 1633                                                               | Paneel                                                                            | 63 × 48               | Braunschweig, Herzog Anton Ulrich Museum                                   | W87b*  | RKD | Pendant van W87a |
|            | Portret van een man die uit een stoel opstaat                                                                                                | 1633                                                               | Doek                                                                              | 124 × 98,5            | Cincinnati, Taft Museum of Art                                             | W88a   | RKD | Rembrandt en (misschien) atelier. Pendant van 88b |
|            | Portret van een jonge vrouw met een waaier                                                                                                   | 1633                                                               | Doek                                                                              | 126,2 × 100,5         | New York, Metropolitan Museum of Art                                       | W88b   | RKD | Pendant van W88a |
|            | Portret van Jan Rijcksen en zijn vrouw Griet Jans                                                                                            | 1633                                                               | Doek                                                                              | 111 × 166             | Londen, Koninklijke Collectie                                              | W89    | RKD | |
|            | Portret van Johannes Wtenbogaert | 1633                                                               | Doek                                                                              | 123 × 105             | Amsterdam, Rijksmuseum                                                     | W90    | RKD | Rembrandt en atelier (de handen) |
|            | Portret van een man (mogelijk Jan Harmensz. Krul)                                                                                            | 1633                                                               | Doek                                                                              | 128,5 × 100,5         | Kassel, Museum Schloss Wilhelmshöhe                                        | W91    | RKD | Rembrandt en/of atelier(?) |
|            | Portret van een man met een rood wambuis | 1633                                                               | Paneel                                                                            | 63,5 × 50,5           | New York, Leiden Collection                                                | W92    | RKD | |
|            | Portret van een jonge vrouw | 1633                                                               | Paneel                                                                            | 63,5 × 47,5           | Houston, Museum of Fine Arts                                               | W93    | RKD | |
|            | Borststuk van een lachende vrouw, mogelijk Saskia van Uylenburgh                                                                             | 1633                                                               | Paneel                                                                            | 52,5 × 44             | Dresden, Gemäldegalerie Alte Meister                                       | W94    | RKD | |
|            | Portret van Saskia van Uylenburgh | ca. 1633–1642                                                      | Paneel                                                                            | 99,5 × 78,8           | Kassel, Museum Schloss Wilhelmshöhe                                        | W95    | RKD | |
|            | Zelfportret, blootshoofds of Zelfportret met gouden ketting                                                                                  | 1633                                                               | Paneel                                                                            | 61 × 48,1             | Parijs, Louvre                                                             | W96    | RKD | Signatuur: Rembrandt.f / .1633. |
|            | Zelfportret met baret en gouden ketting | 1633                                                               | Paneel                                                                            | 70,4 × 54             | Parijs, Louvre                                                             | W97    | RKD | Signatuur: Rembrandt. /f 1633 |
|            | Borststuk van een vrouw in fantasiekostuum (voorheen: Portret van Saskia van Uylenburgh)                                                     | 1633                                                               | Paneel                                                                            | 65 × 48               | Amsterdam, Rijksmuseum                                                     | W98    | RKD | |
|            | Man in oriëntaals kostuum | ca. 1633-1634                                                      | Doek                                                                              | 98 × 74               | Washington, National Gallery of Art                                        | W99    | RKD | Rembrandt en leerling(?) |
|            | Een jonge vrouw aan haar toilet (Esther? Judith?)                                                                                            | 1633                                                               | Doek                                                                              | 110,5 × 94,3          | Ottawa, National Gallery of Canada                                         | W100   | RKD | |
|            | Bellona | 1633                                                               | Doek                                                                              | 127 × 97,5            | New York, Metropolitan Museum of Art                                       | W101   | RKD | |
|            | Daniël weigert het afgodsbeeld van Baäl te aanbidden en spreekt met koning Cyrus over de macht van de god                                    | 1633                                                               | Paneel                                                                            | 23,4 × 30,1           | Los Angeles, J. Paul Getty Museum                                          | W102   | RKD | |
|            | Borststuk van een oude man | 1633                                                               | Grisaille, papier op paneel                                                       | 10,6 × 7,2            | New York, Leiden Collection                                                | W103   | RKD | |
|            | Borststuk van een man in oosters kostuum | 1633                                                               | Paneel                                                                            | 85,8 × 63,8           | München, Alte Pinakothek                                                   | W104   | RKD | |
|            | Christus in de storm op het Meer van Genesareth                                                                                              | 1633                                                               | Doek                                                                              | 160 × 128             | Boston, Isabella Stewart Gardner Museum (sinds 1990 spoorloos na diefstal) | W105   | RKD | |
|            | De kruisoprichting | 1633                                                               | Doek                                                                              | 95,7 × 72,2           | München, Alte Pinakothek                                                   | W106   | RKD | Onderdeel van de Passiereeks voor Frederik Hendrik |
|            | De kruisafneming | 1632/1633                                                          | Paneel                                                                            | 89,6 × 65             | München, Alte Pinakothek                                                   | W107   | RKD | Onderdeel van de Passiereeks voor Frederik Hendrik |
|            | Jozef vertelt zijn dromen aan zijn ouders en zijn broers                                                                                     | 1634                                                               | Grisaille in olieverf op papier op karton                                         | 55,8 × 39,7           | Amsterdam, Rijksmuseum                                                     | W108   | RKD | Studie voor een onvoltooide geëtste Passiereeks |
|            | Aanbidding van de koningen | 1633                                                               | Grisaille, papier geplakt op karton(?)                                            | 44,8 × 39,1           | Sint-Petersburg, Hermitage                                                 | W109*  | RKD | Studie voor een onvoltooide geëtste Passiereeks |
|            | De prediking van Johannes de Doper | ca. 1633-1634                                                      | Grisaille, doek (vergroot) geplakt op paneel                                      | 62,7 × 81,1           | Berlijn, Gemäldegalerie                                                    | W110   | RKD | |
|            | Christus en de apostelen in Gethsemane | 1634                                                               | Tekening op papier. Pen en bruine inkt, gewassen in bruin; rood en zwart krijt.   | 35,7 × 48,8           | Haarlem, Teylers Museum                                                    | W111   | RKD | Getekende studie voor een onvoltooide geëtste Passiereeks |
|            | Ecce Homo | 1634                                                               | Grisaille, papier op doek                                                         | 54,5 × 44,5           | Londen, National Gallery                                                   | W112   | RKD | Grisaille-studie voor een onvoltooide geëtste Passiereeks |
|            | De bewening van Christus | ca. 1633-1634                                                      | Grisaille, papier op doek; later vergroot op een paneel van 31,9 × 26,7 cm        | 31,9 × 26,7           | Londen, National Gallery                                                   | W113   | RKD | Mogelijk een fragment van een grisaille-studie voor een onvoltooide geëtste Passiereeks                                                                                        |
|            | De graflegging van Christus | 1633-1634                                                          | Grisaille op paneel                                                               | 32,1 × 40,3           | Glasgow, Hunterian Museum and Art Gallery                                  | W114   | RKD | Mogelijk een fragment van een grisaille-studie voor een onvoltooide geëtste Passiereeks                                                                                        |
|            | Portret van een man met een hoed of Portret van een jonge vrijgezel                                                                          | 1634                                                               | Paneel                                                                            | 70 × 52               | Sint-Petersburg, Hermitage                                                 | W115*  | RKD | |
|            | Portret van Aechje Claesdr. of Portret van een 83-jarige vrouw (mogelijk Aechje Claesdr., moeder van Dirck Jansz. Pesser)                    | 1634                                                               | Paneel                                                                            | 68,7 × 53,8           | Londen, National Gallery                                                   | W116   | RKD | |
|            | Portret van Dirck Jansz. Pesser | 1634                                                               | Paneel                                                                            | 71 × 53               | Los Angeles, Los Angeles County Museum of Art                              | W117a  | RKD | Pendant van W117b |
|            | Portret van Haesje Jacobsdr. van Cleyburg | 1634                                                               | Paneel                                                                            | 71 × 53               | Amsterdam, Rijksmuseum                                                     | W117b  | RKD | Pendant van W117a |
|            | Portret van een man met breedgerande hoed | 1634                                                               | Paneel                                                                            | 70 × 53               | Boston, Museum of Fine Arts                                                | W118a  | RKD | Rembrandt en grotendeels atelier. Pendant van 118b |
|            | Portret van een vrouw | 1634                                                               | Paneel                                                                            | 69,5 × 53             | Boston, Museum of Fine Arts                                                | W118b  | RKD | Pendant van W118a |
|            | Portret van een 41-jarige man, mogelijk Pieter Seijen                                                                                        | 1633                                                               | Paneel                                                                            | 69,3 × 54,8           | Pasadena, Norton Simon Museum                                              | W119a  | RKD | Pendant van W119b |
|            | Portret van een 40-jarige vrouw, mogelijk Marretje Cornelisdr. van Grotewal                                                                  | ca. 1634                                                           | Paneel                                                                            | 69 × 55               | Louisville (Kentucky), Speed Art Museum                                    | W119b  | RKD | Pendant van W119a |
|            | Portret van een jonge man | ca. 1634                                                           | Doek                                                                              | 94,5 × 73,5           | Amsterdam, Collectie Six                                                   | -      | RKD | |
|            | Portret van Marten Soolmans (of Maerten Soolmans)                                                                                            | 1634                                                               | Doek                                                                              | 207 × 132,5           | Amsterdam, Rijksmuseum en Parijs, Louvre                                   | W120a  | RKD | Pendant van W120b |
|            | Portret van Oopjen Coppit | 1634                                                               | Doek                                                                              | 207 × 132             | Amsterdam, Rijksmuseum en Parijs, Louvre                                   | W120b  | RKD | Pendant van W120a |
|            | Portret van predikant Johannes Elison | 1634                                                               | Doek                                                                              | 173 × 123             | Boston, Museum of Fine Arts                                                | W121a  | RKD | Pendant van W121b |
|            | Portret van Maria Bockenolle | 1634                                                               | Doek                                                                              | 174,5 × 123           | Boston, Museum of Fine Arts                                                | W121b  | RKD | Pendant van W121a |
|            | Zelfportret of Ovaal zelfportret met beschaduwde ogen                                                                                        | 1634                                                               | Paneel                                                                            | 70,8 × 55,2           | New York, Leiden Collection                                                | W122   | RKD | |
|            | Zelfportret met fluwelen baret | 1634                                                               | Paneel                                                                            | 58,3 × 47,5           | Berlijn, Gemäldegalerie                                                    | W123   | RKD | |
|            | Bellenblazende Cupido | 1634                                                               | Doek                                                                              | 75 × 92,62            | Liechtenstein Museum, Vienna                                               | W124   | RKD | |
|            | Flora | 1634                                                               | Doek                                                                              | 125 × 101             | Sint-Petersburg, Hermitage                                                 | W125   | RKD | |
|            | De kruisafneming | 1634                                                               | Doek                                                                              | 159,3 × 116,4         | Sint-Petersburg, Hermitage                                                 | W126*  | RKD | |
|            | De ongelovige Thomas of Het ongeloof van Thomas                                                                                              | 1634                                                               | Paneel                                                                            | 53 × 50               | Moskou, Poesjkinmuseum                                                     | W127   | RKD | |
|            | Sophonisba ontvangt de gifbeker ook geïdentificeerd als: Artemisia of Judith aan het banket van Holofernes                                   | 1634                                                               | Doek                                                                              | 142 × 153             | Madrid, Museo Nacional del Prado                                           | W128   | RKD | |
|            | Een geleerde in zijn studeervertrek of Een geleerde zittend aan een tafel met boeken                                                         | 1634                                                               | Doek                                                                              | 145 × 134             | Praag, Národní galerie v Praze                                             | W129   | RKD | |
|            | Diana badend met haar nimfen, met de verhalen van Actaeon en Callisto                                                                        | 1634                                                               | Paneel                                                                            | 73,5 × 93,5           | Anholt, Waterburcht Anholt                                                 | W130   | RKD | |
|            | De vlucht naar Egypte | 1634                                                               | Paneel                                                                            | 52 × 40,1             | Privéverzameling                                                           | W130A* |     | |
|            | De Heilige Familie | 1634                                                               | Doek                                                                              | 195 × 132             | München, Alte Pinakothek                                                   | W131   | RKD | |
|            | Portret van Philips Lucasz. | 1635                                                               | Paneel                                                                            | 79,5 × 58,9           | Londen, National Gallery                                                   | W132a  | RKD | Rembrandt en atelier. Pendant van 132b |
|            | Portret van Petronella Buys | 1635                                                               | Paneel                                                                            | 78,8 × 65,3           | New York, Leiden Collection                                                | W132b  | RKD | Rembrandt en atelier. Pendant van 132a |
|            | Portret van een man met breedgerande hoed | 1635                                                               | Doek                                                                              | 78,5 × 65,7           | Sakura (Chiba), Kawamura Memorial Museum of Art                            | W133a  | RKD | Rembrandt en/of atelier. Pendant van 133b. |
|            | Portret van een vrouw | 1635                                                               | Paneel                                                                            | 78 × 65               | Cleveland, The Cleveland Museum of Art                                     | W133b  | RKD | Rembrandt en grotendeels atelier. Pendant van 133a. |
|            | Portret van Rembrandt met gevederde baret of Zelfportret                                                                                     | 1635                                                               | Doek                                                                              | 90,5 × 71,8           | The National Trust (Buckland Abbey, Devon)                                 | W134   | RKD | Rembrandt (en atelier?) |
|            | Zelfportret als de verloren zoon in de herberg                                                                                               | 1635                                                               | Doek                                                                              | 161 × 131             | Dresden, Gemäldegalerie Alte Meister                                       | W135   | RKD | |
|            | Het offer van Abraham | 1635                                                               | Doek                                                                              | 193,5 × 132,8         | Sint-Petersburg, Hermitage                                                 | W136   | RKD | |
|            | De roof van Ganymedes | 1635                                                               | Doek                                                                              | 177 × 130             | Dresden, Gemäldegalerie Alte Meister                                       | W137   | RKD | |
|            | Saskia van Uylenburgh in arcadisch kostuum of Flora                                                                                          | 1635                                                               | Doek                                                                              | 123,5 × 97,5          | Londen, National Gallery                                                   | W138   | RKD | De identificatie met Saskia is omstreden. In de eerste versie van het schilderij stelde het Judith met het hoofd van Holofernes voor.                                          |
|            | Minerva in haar studeervertrek of Minerva | 1635                                                               | Doek                                                                              | 138 × 116,5           | New York, Leiden Collection                                                | W139   | RKD | Signatuur: Rembrandt. f. / 1635 |
|            | Simson bedreigt zijn schoonvader | ca. 1635                                                           | Doek                                                                              | 159 × 131             | Berlijn, Gemäldegalerie                                                    | W140   | RKD | |
|            | Borststuk van een man in oosterse kleding | 1635                                                               | Paneel                                                                            | 72 × 54,5             | Amsterdam, Rijksmuseum                                                     | W141*  | RKD | |
|            | Borststuk van een oude man in fantasiekostuum                                                                                                | 1635                                                               | Paneel                                                                            | 72,5 × 62,1           | Londen, Koninklijke Collectie                                              | W142*  | RKD | |
|            | Het feestmaal van Belsassar | 1635                                                               | Doek                                                                              | 167,6 × 209,2         | Londen, National Gallery                                                   | W143   | RKD | |
|            | Suzanna | 1636                                                               | Paneel                                                                            | 47,2 × 38,6           | Den Haag, Mauritshuis                                                      | W144   | RKD | |
|            | De hemelvaart | 1636                                                               | Doek                                                                              | 93 × 68,7             | München, Alte Pinakothek                                                   | W145   | RKD | Onderdeel van de Passiereeks voor Frederik Hendrik |
|            | Zelfportret met fluwelen baret en gouden ketting of Zelfportret, veranderd in een 'tronie'                                                   | ca. 1633–1636                                                      | Paneel                                                                            | 56 × 47               | Berlijn, Gemäldegalerie                                                    | W146*  | RKD | |
|            | De vaandeldrager | 1636                                                               | Doek                                                                              | 118,8 × 96,8          | Amsterdam, Rijksmuseum                                                     | W147   | RKD | Na de aankoop door het Rijksmuseum was het schilderij in 2022 te zien in 12 verschillende musea in Nederland.                                                                  |
|            | De blindmaking van Simson | 1636                                                               | Doek                                                                              | 205 × 272             | Frankfurt am Main, Städel Museum                                           | W148   | RKD | |
|            | Danaë | ca. 1636 en ca. 1643                                               | Doek                                                                              | 185 × 203             | Sint-Petersburg, Hermitage                                                 | W149   | RKD | Het schilderij werd zwaar beschadigd in 1985 |
|            | De aartsengel Rafaël verlaat Tobit en zijn gezin                                                                                             | 1637                                                               | Paneel                                                                            | 66 × 52               | Parijs, Louvre                                                             | W150   | RKD | |
|            | De gelijkenis van de arbeiders in de wijngaard                                                                                               | 1637                                                               | Paneel                                                                            | 31 × 42               | Sint-Petersburg, Hermitage                                                 | W151*  | RKD | |
|            | Rivierlandschap met een windmolen of Rivierlandschap met ruïnes                                                                              | ca. 1637 – ca. 1645                                                | Paneel                                                                            | 67 × 87,5             | Kassel, Museum Schloss Wilhelmshöhe                                        | W152*  | RKD | Rond 1645 veranderde Rembrandt het vlakke Hollandse landschap in een klassiek berglandschap                                                                                    |
|            | De eendracht van het land | 1637                                                               | Paneel                                                                            | 74,6 × 101            | Rotterdam, Museum Boijmans Van Beuningen                                   | W153   | RKD | Voorstudie voor een politieke prent die nooit is verschenen |
|            | Zelfportret met zwarte baret of Zelfportret                                                                                                  | 1637                                                               | Paneel                                                                            | 64 × 49               | Londen, Wallace Collection                                                 | W154*  | RKD | |
|            | Poolse edelman of Een man in Russisch kostuum ('Poolse edelman')                                                                             | 1637                                                               | Paneel                                                                            | 96,7 × 66,1           | Washington, National Gallery of Art                                        | W155   | RKD | |
|            | Portret van een predikant | 1637                                                               | Doek                                                                              | 132 × 109             | Antwerpen, Koninklijk Museum voor Schone Kunsten                           | W156*  | RKD | De man is geïdentificeerd als Eleazar Swalmius of Hendricus Swalmius, maar dit wordt door anderen betwijfeld.                                                                  |
|            | Borststuk van een man met gevederde baret | 1637                                                               | Paneel                                                                            | 62,5 × 47             | Den Haag, Mauritshuis                                                      | W157*  | RKD | |
|            | Christus verschijnt als tuinman aan Maria Magdalena of De herrezen Christus verschijnt aan Maria Magdalena                                   | 1638                                                               | Paneel                                                                            | 61 × 49,5             | Londen, Koninklijke Collectie                                              | W158   | RKD | |
|            | Landschap met de barmhartige Samaritaan | 1638                                                               | Paneel                                                                            | 46,5 × 66             | Krakau, Princes Czartoryski Foundation                                     | W159   | RKD | |
|            | De bruiloft van Simson | 1638                                                               | Doek                                                                              | 126 × 175             | Dresden, Gemäldegalerie Alte Meister                                       | W160   | RKD | |
|            | Courtisane voor de spiegel of Jonge vrouw met een spiegel (olieverfschets)                                                                   | ca. 1638                                                           | Paneel (mahonie)                                                                  | 23,9 × 32,5           | Sint-Petersburg, Hermitage                                                 | W161   | RKD | Met later toegevoegde signatuur en incorrect jaar: Rembrandt f. 1657 |
|            | De graflegging | 1635-1639                                                          | Doek                                                                              | 92,6 × 68,9           | München, Alte Pinakothek                                                   | W162   | RKD | Onderdeel van de Passiereeks voor Frederik Hendrik |
|            | De opstanding | 1639                                                               | Doek                                                                              | 92,9 × 67             | München, Alte Pinakothek                                                   | W163   | RKD | Onderdeel van de Passiereeks voor Frederik Hendrik |
|            | Halffiguur van een man in oosterse kleding of Koning Uzzia getroffen door melaatsheid                                                        | ca. 1639-1640                                                      | Paneel                                                                            | 102,8 × 78,8          | Chatsworth House                                                           | W164   | RKD | |
|            | Stilleven met twee dode pauwen en een meisje of Twee dode pauwen en een meisje                                                               | ca. 1639                                                           | Doek                                                                              | 145 × 135,5           | Amsterdam, Rijksmuseum                                                     | W165   | RKD | |
|            | Zelfportret met roerdomp of Een dode roerdomp                                                                                                | 1639                                                               | Paneel                                                                            | 120,7 × 88,3          | Dresden, Gemäldegalerie Alte Meister                                       | W166   | RKD | |
|            | Portret van een man met een hoed in zijn handen                                                                                              | ca. 1640                                                           | Paneel (populier)                                                                 | 81,4 × 71,4           | Los Angeles, Hammer Museum                                                 | W167   | RKD | |
|            | Portret van Andries de Graeff of Portret van een staande man, mogelijk Andries de Graeff                                                     | 1639                                                               | Doek                                                                              | 200 × 124,2           | Kassel, Museum Schloss Wilhelmshöhe                                        | W168   | RKD | |
|            | Portret van Aletta Adriaensdr. | 1639                                                               | Paneel                                                                            | 64,7 × 55,3           | Rotterdam, Museum Boijmans Van Beuningen                                   | W169   | RKD | De beschadigde vingers zijn gerestaureerd in de jaren 1960 |
|            | Zelfportret met een architectonische achtergrond of Zelfportret                                                                              | ca. 1640                                                           | Paneel                                                                            | 80,5 × 62,8           | Parijs, Louvre                                                             | W170*  | RKD | Rembrandt en atelier? Mogelijk een bewerking van een eerder zelfportret. (Signatuur "Rembrandt f. / 1637" is niet origineel.)                                                  |
|            | Borststuk van een jonge vrouw | ca. 1640                                                           | Paneel                                                                            | 60,5 × 49             | Washington, National Gallery of Art                                        | W171*  | RKD | |
|            | Zelfportret | ca. 1639                                                           | Paneel                                                                            | 63 × 50,1             | Pasadena, Norton Simon Museum                                              | W172*  | RKD | |
|            | De Heilige Familie met Anna | 1640                                                               | Paneel                                                                            | 40,6 × 34             | Parijs, Louvre                                                             | W173*  | RKD | |
|            | De visitatie | 1640                                                               | Paneel                                                                            | 56,5 × 47,8           | Detroit, Detroit Institute of Arts                                         | W174   | RKD | |
|            | Landschap met een stenen brug ('De stenen brug')                                                                                             | ca. 1638-1640                                                      | Doek                                                                              | 29,5 × 42,5           | Amsterdam, Rijksmuseum                                                     | W175   | RKD | |
|            | Berglandschap met naderende storm | 1640                                                               | Paneel                                                                            | 52 × 72               | Braunschweig, Herzog Anton Ulrich Museum                                   | W176   | RKD | |
|            | Portret van Herman Doomer | 1640                                                               | Paneel                                                                            | 75,2 × 55,3           | New York, Metropolitan Museum of Art                                       | W177a  | RKD | Pendant van W177b |
|            | Portret van Baertje Martens | 1640                                                               | Paneel                                                                            | 75,1 × 55,9           | Sint-Petersburg, Hermitage                                                 | W177b  | RKD | Pendant van W177a |
|            | Zelfportret met baret en twee gouden kettingen                                                                                               | ca. 1640                                                           | Paneel                                                                            | 72,2 × 58,3           | Madrid, Museo Thyssen-Bornemisza                                           | W178*  | RKD | |
|            | Zelfportret op 34-jarige leeftijd | 1640                                                               | Doek                                                                              | 93 × 80               | Londen, National Gallery                                                   | W179   | RKD | |
|            | Portret van een vrouw (mogelijk Anna Wijmer)                                                                                                 | 1641                                                               | Paneel                                                                            | 99,5 × 81,5           | Amsterdam, Collectie Six                                                   | W180*  | RKD | |
|            | Saskia van Uylenburgh als Flora | 1641                                                               | Paneel                                                                            | 98,5 × 82,5           | Dresden, Gemäldegalerie Alte Meister                                       | W181   | RKD | |
|            | Borststuk van een oudere vrouw met een wit kapje of Olieverfstudie van een vrouw, verlicht schuin van achteren                               | 1640                                                               | Paneel                                                                            | 46,5 × 37,5           | New York, Leiden Collection                                                | W182   | RKD | |
|            | Dubbelportret van de doopsgezinde predikant Cornelis Claesz. Anslo en zijn vrouw Aaltje Gerritsdr. Schouten                                  | 1641                                                               | Doek                                                                              | 176 × 210             | Berlijn, Gemäldegalerie                                                    | W183   | RKD | |
|            | Portret van een vrouw, waarschijnlijk Maria Trip                                                                                             | 1641(?)                                                            | Doek                                                                              | 107 × 82              | Amsterdam, Rijksmuseum                                                     | W184b  | RKD | Rembrandt en de schilder van W184a. Pendant van W184a: atelier Rembrandt, Portret van een man (Balthasar Coymans?). 1641 (?). (Privéverzameling)                               |
|            | Geleerde aan een lessenaar | 1641                                                               | Paneel                                                                            | 104 × 76              | Warschau, Koninklijk Kasteel                                               | W185   | RKD | |
|            | Jonge vrouw in een schilderijlijst of Meisje in fantasiekostuum in een schilderijlijst                                                       | 1641                                                               | Paneel                                                                            | 104 × 76              | Warschau, Koninklijk Kasteel                                               | W186   | RKD | |
|            | Portret van Nicolaes van Bambeeck in een schilderijlijst                                                                                     | 1641                                                               | Doek                                                                              | 108,8 × 83,3          | Brussel, Koninklijke Musea voor Schone Kunsten van België                  | W187a  | RKD | Pendant van W187b |
|            | Portret van Agatha Bas in een schilderijlijst                                                                                                | 1641                                                               | Doek                                                                              | 104 × 82              | Londen, Koninklijke Collectie                                              | W187b  | RKD | Pendant van W187a |
|            | Het afscheid van David en Jonathan | 1642                                                               | Paneel                                                                            | 73 × 61               | Sint-Petersburg, Hermitage                                                 | W188*  | RKD | |
|            | Zelfportret met platte baret | 1642                                                               | Paneel                                                                            | 69,9 × 58,4           | Londen, Koninklijke Collectie                                              | W189   | RKD | Onder het portret bevindt zich een ander, onvoltooid zelfportret uit ca. 1633; het kostuum en de hand zijn overschilderd ('opgefrist') door een latere (18e-eeuwse ?) schilder |
|            | De Nachtwacht | 1642                                                               | Doek                                                                              | 363 × 438             | Amsterdam, Rijksmuseum                                                     | W190   | RKD | |
|            | Portret van een man met een havik | 1643                                                               | Doek                                                                              | 114 × 97,3            | Privéverzameling                                                           | W191a  | RKD | Rembrandt en atelier. Pendant van 191b |
|            | Portret van een vrouw met een waaier | 1643                                                               | Doek                                                                              | 114,5 × 98            | Privéverzameling                                                           | W191b  | RKD | Rembrandt en (grotendeels) atelier. Pendant van 191a |
|            | Halffiguur van een oude man in fantasiekostuum of Een oude man in een rijk kostuum (Boaz?)                                                   | 1643                                                               | Paneel (mahonie)                                                                  | 72,5 × 58,5           | Woburn Abbey                                                               | W192*  | RKD | Mogelijke pendant van 193 |
|            | Halffiguur van een vrouw met baret of Borststuk van een vrouw (Ruth?)                                                                        | 1643                                                               | Paneel                                                                            | 72 × 59               | Berlijn, Gemäldegalerie                                                    | W193*  | RKD | Mogelijke pendant van 192 |
|            | Een vrouw in bed of Sara wachtend op Tobias                                                                                                  | 1643                                                               | Doek                                                                              | 81,2 × 67,9           | Edinburgh, Scottish National Gallery                                       | W194   | RKD | |
|            | Portret van een man met halsberg | 1644                                                               | Doek                                                                              | 94,3 × 77,8           | New York, Metropolitan Museum of Art                                       | W195*  | RKD | |
|            | Christus en de overspelige vrouw | 1644                                                               | Paneel                                                                            | 83,8 × 65,4           | Londen, National Gallery                                                   | W196   | RKD | |
|            | Huilende vrouw | ca. 1644                                                           | Paneel                                                                            | 21,3 × 16,8           | Detroit, Detroit Institute of Arts                                         | W197   | RKD | Olieverfschets voor W196 |
|            | De Heilige Familie met engelen | 1645                                                               | Doek                                                                              | 117 × 91              | Sint-Petersburg, Hermitage                                                 | W198   | RKD | |
|            | Zelfportret met baret en rode mantel | ca. 1645/1648                                                      | Paneel                                                                            | 73,5 × 59,6           | Karlsruhe, Staatliche Kunsthalle Karlsruhe                                 | W199   | RKD | |
|            | Meisje aan een venster of Meisje leunend op een stenen raamkozijn                                                                            | 1645                                                               | Doek                                                                              | 81,6 × 66             | Londen, Dulwich Picture Gallery                                            | W200   | RKD | |
|            | Tobit en Anna met het bokje | 1645                                                               | Paneel                                                                            | 20 × 27               | Berlijn, Gemäldegalerie                                                    | W201   | RKD | |
|            | De droom van Jozef in de stal in Bethlehem                                                                                                   | 1645                                                               | Paneel                                                                            | 20,7 × 27,8           | Berlijn, Gemäldegalerie                                                    | W202   | RKD | |
|            | Zittende man met baard en baret of Oude man met bontjas                                                                                      | 1645                                                               | Paneel                                                                            | 110 × 82              | Berlijn, Gemäldegalerie                                                    | W203*  | RKD | |
|            | Zittende oude man met een stok | 1645                                                               | Doek                                                                              | 128 × 112             | Lissabon, Museu Calouste Gulbenkian                                        | W204   | RKD | |
|            | Landschap met een kasteel | ca. 1640-1650                                                      | Paneel                                                                            | 44,5 × 70             | Parijs, Louvre                                                             | W205   | RKD | Onvoltooid |
|            | De molen | ca. 1645                                                           | Doek                                                                              | 87,6 × 105,6          | Washington, National Gallery of Art                                        | W206*  | RKD | |
|            | Winterlandschap | 1646                                                               | Paneel                                                                            | 17 × 23               | Kassel, Museum Schloss Wilhelmshöhe                                        | W207   | RKD | |
|            | De engelen op bezoek bij Abraham of Abraham onthaalt de drie engelen                                                                         | 1646                                                               | Paneel                                                                            | 16 × 21               | Privéverzameling                                                           | W208   | RKD | |
|            | De Heilige Familie met geschilderde schilderijlijst en gordijn                                                                               | 1646                                                               | Paneel                                                                            | 46,8 × 68,4           | Kassel, Museum Schloss Wilhelmshöhe                                        | W209   | RKD | Rembrandt of leerling |
|            | Hanna en Samuël in de tempel of De profetes Hanna in de tempel                                                                               | 1650 of ca. 1646                                                   | Paneel                                                                            | 40,5 × 31,5           | Edinburgh, Scottish National Gallery                                       | W210   | RKD | |
|            | De aanbidding van de herders of De geboorte van Christus                                                                                     | 1646                                                               | Doek                                                                              | 92 × 71               | München, Alte Pinakothek                                                   | W211a  | RKD | Onderdeel van de Passiereeks voor Frederik Hendrik |
|            | De besnijdenis (verloren gegaan; de afbeelding is een atelierkopie uit 1646 of later)                                                        | –                                                                  | –                                                                                 | –                     | Braunschweig, Herzog Anton Ulrich Museum (verblijfplaats van de kopie)     | W211b  | RKD | Onderdeel van de Passiereeks voor Frederik Hendrik |
|            | Saul en David | ca. 1645 en ca. 1652 (Mauritshuis: ca. 1651-1654 en ca. 1655-1658) | Doek                                                                              | 130 × 164,5           | Den Haag, Mauritshuis                                                      | W212*  | RKD | |
|            | Suzanna door de ouderlingen belaagd | ca. 1638-1647                                                      | Paneel                                                                            | 76,6 × 92,8           | Berlijn, Gemäldegalerie                                                    | W213   | RKD | |
|            | Nachtlandschap met de rust op de vlucht naar Egypte of Nachtlandschap met de Heilige Familie                                                 | 1647                                                               | Paneel                                                                            | 33,8 × 47,8           | Dublin, National Gallery of Ireland                                        | W214   | RKD | |
|            | Portret van een man, waarschijnlijk Ephraïm Bueno of Olieverfschets voor de ets van dokter Ephraïm Bueno                                     | ca. 1647                                                           | Paneel                                                                            | 19 × 15               | Amsterdam, Rijksmuseum                                                     | W215   | RKD | |
|            | Lezende man of Portret van een man, lezend bij kaarslicht                                                                                    | 1648                                                               | Doek                                                                              | 66,5 × 58             | Williamstown (Massachusetts), Clark Art Institute                          | W216*  | RKD | |
|            | Christuskop of Olieverfschets van Christus                                                                                                   | ca. 1648                                                           | Paneel                                                                            | 25 × 20               | Berlijn, Gemäldegalerie                                                    | W217a  | RKD | De enige onomstreden Christuskop |
|            | Olieverfschets van Christus | 1648                                                               | Paneel                                                                            | 25,5 × 20,1           | Abu Dhabi, Louvre Abu Dhabi                                                | W217b  | RKD | Rembrandt of atelier. Pendant van 217a |
|            | De maaltijd te Emmaüs | 1648                                                               | Paneel                                                                            | 67,8 × 65             | Parijs, Louvre                                                             | W218   | RKD | Signatuur: Rembrandt. f 1648 |
|            | Christus verschijnt voor Maria Magdalena ('Noli me tangere')                                                                                 | 1650 of iets later                                                 | Doek                                                                              | 65 × 79               | Braunschweig, Herzog Anton Ulrich Museum                                   | W219   | RKD | |
|            | Jong meisje in het venster | 1651                                                               | Doek                                                                              | 78 × 63               | Stockholm, Nationalmuseum                                                  | W220   | RKD | |
|            | Oude man in een leunstoel | 1652                                                               | Doek                                                                              | 111 × 88              | Londen, National Gallery                                                   | W221*  | RKD | Waarschijnlijk door Rembrandt |
|            | Halffiguur van een oude man in fantasiekostuum                                                                                               | 1651                                                               | Doek                                                                              | 78,5 × 67,5           | Chatsworth House                                                           | W222   | RKD | |
|            | Halffiguur van een vrouw met een witte omslagdoek of Hendrickje met een witte omslagdoek                                                     | ca. 1652                                                           | Doek                                                                              | 103,3 × 86,5          | Londen, National Gallery                                                   | W223   | RKD | |
|            | Zelfportret of Het zogeheten grote Weense zelfportret met baret                                                                              | 1652                                                               | Doek                                                                              | 112,1 × 81            | Wenen, Kunsthistorisches Museum                                            | W224   | RKD | |
|            | Portret van een man, mogelijk Pieter Six | ca. 1651                                                           | Doek                                                                              | 92,5 × 73,5           | Privéverzameling: Faringdon Collection, Buscot Park, Oxfordshire           | W225   | RKD | |
|            | Portret van Nicolaas Bruyningh | 1652                                                               | Doek                                                                              | 106,8 × 91,5          | Kassel, Museum Schloss Wilhelmshöhe                                        | W226   | RKD | |
|            | Halffiguur van een man met baard en baret | ca. 1653                                                           | Doek                                                                              | 78 × 66,5             | Londen, National Gallery                                                   | W227   |     | Toeschrijving omstreden |
|            | Aristoteles bij de buste van Homerus | 1653                                                               | Doek                                                                              | 141,8 × 134,4         | New York, Metropolitan Museum of Art                                       | W228   | RKD | |
|            | Badende vrouw of Een vrouw wadend in een poel (Callisto in de wildernis)                                                                     | 1654                                                               | Paneel                                                                            | 61,8 × 47             | Londen, National Gallery                                                   | W229   | RKD | |
|            | Oude man met rode muts of Olieverfstudie van een oude man met rode muts                                                                      | ca. 1654                                                           | Doek                                                                              | 52,4 × 37             | Berlijn, Gemäldegalerie                                                    | W230*  | RKD | |
|            | Bathseba met de brief van koning David of Bathsheba aan haar toilet                                                                          | 1654                                                               | Doek                                                                              | 142 × 142             | Parijs, Louvre                                                             | W231   | RKD | |
|            | Vrouw in een deuropening | ca. 1654                                                           | Doek                                                                              | 88,5 × 67             | Berlijn, Gemäldegalerie                                                    | W232   | RKD | |
|            | Portret van Jan Six | 1654                                                               | Doek                                                                              | 112 × 102             | Amsterdam, Collectie Six                                                   | W233   | RKD | |
|            | Portret van Floris Soop of De vaandeldrager (Floris Soop)                                                                                    | 1654                                                               | Doek                                                                              | 138 × 113             | New York, Metropolitan Museum of Art                                       | W234   | RKD | |
|            | Zelfportret met zwarte baret en gouden ketting                                                                                               | 1654                                                               | Doek                                                                              | 72 × 58,5             | Kassel, Museum Schloss Wilhelmshöhe                                        | W235a* | RKD | Pendant van W235b |
|            | Jonge vrouw in fantasiekleding of Portret van Hendrickje Stoffels                                                                            | ca. 1654                                                           | Doek                                                                              | 72 × 60               | Parijs, Louvre                                                             | W235b  | RKD | Pendant van W235a |
|            | De Poolse ruiter | ca. 1655                                                           | Doek                                                                              | 116,8 × 134,9         | New York, Frick Collection                                                 | W236   | RKD | Deels onvoltooid en later door een ander opgewerkt. Onderste strook (met twee hoeven) is een reconstructie.                                                                    |
|            | Jozef beschuldigd door de vrouw van Potifar                                                                                                  | 1655                                                               | Doek                                                                              | 110 × 87              | Berlijn, Gemäldegalerie                                                    | W237   | RKD | Mogelijk met toevoegingen door iemand anders. |
|            | Zittende oude man met baret of Olieverfschets van een oude man                                                                               | ca. 1655                                                           | Paneel                                                                            | 22,2 × 18,4           | New York, Leiden Collection                                                | W238*  | RKD | |
|            | Man in wapenrusting | ca. 1655                                                           | Doek                                                                              | 137,5 × 104,5         | Glasgow, Kelvingrove Art Gallery and Museum                                | W239   | RKD | |
|            | Een geslachte os | 1655                                                               | Paneel                                                                            | 95,5 × 69             | Parijs, Louvre                                                             | W240   | RKD | |
|            | Lezende oude vrouw (studie in lichteffecten)                                                                                                 | 1655                                                               | Doek                                                                              | 79 × 65               | Drumlanrig Castle, Thornhill (county Dumfries and Galloway                 | W241   | RKD | |
|            | Titus van Rijn aan de lezenaar | 1655                                                               | Doek                                                                              | 77 × 63               | Rotterdam, Museum Boijmans Van Beuningen                                   | W242   | RKD | |
|            | Portret van een kind of Onvoltooid portret van een jongen                                                                                    | ca. 1656                                                           | Doek                                                                              | 65 × 56               | Pasadena, Norton Simon Museum                                              | W243   | RKD | |
|            | Heupstuk van een man met baret en met bont gevoerde tabberd (een valkenier?)                                                                 | 1656                                                               | Doek                                                                              | 115 × 88,3            | Toledo (Ohio), Toledo Museum of Art                                        | W244   | RKD | |
|            | Jacob zegent Ephraïm en Manasse of Jakob zegent de zonen van Jozef                                                                           | 1656                                                               | Doek                                                                              | 175 × 210,5           | Kassel, Museum Schloss Wilhelmshöhe                                        | W245   | RKD | |
|            | De anatomische les van dr. Jan Deijman | 1656                                                               | Doek                                                                              | 100 × 134             | Amsterdam, Amsterdam Museum                                                | W246   | RKD | Fragment dat een brand overleefde. |
|            | Portret van een jonge man zittend aan een tafel                                                                                              | ca. 1656                                                           | Doek                                                                              | 109,9 × 89,5          | Washington, National Gallery of Art                                        | W247   | RKD | |
|            | Portret van een man met een hoed en een paar handschoenen in de hand of portret van Frans van Schooten                                       | ca. 1656                                                           | Doek                                                                              | 99,5 × 82,5           | Washington, National Gallery of Art                                        | W248a  | RKD | Pendant van W248b. De beide schilderijen lijken fragmenten van portretten ten voeten uit.                                                                                      |
|            | Portret van een vrouw met een waaier van struisvogelveren of portret van Margrieta Wijnants, echtgenote van Frans van Schooten               | ca. 1656                                                           | Doek                                                                              | 99,5 × 83             | Washington, National Gallery of Art                                        | W248b  | RKD | Pendant van W248a. De beide schilderijen lijken fragmenten van portretten ten voeten uit.                                                                                      |
|            | Portret van Arnout Tholinx of Portret van een man, mogelijk Arnout Tholincx                                                                  | 1656                                                               | Doek                                                                              | 76 × 63               | Parijs, Musée Jacquemart-André                                             | W249   | RKD | |
|            | Portret van Jeremias de Decker | 1656                                                               | Paneel                                                                            | 71 × 56               | Sint-Petersburg, Hermitage                                                 | W250   | RKD | |
|            | Venus en Amor | ca. 1657                                                           | Doek                                                                              | 110 × 88              | Parijs, Louvre                                                             | W251*  | RKD | Mogelijk onderdeel van een driedelige reeks met W252 en W253 |
|            | Juno | ca. 1657–1665                                                      | Doek                                                                              | 127 × 106             | Los Angeles, Hammer Museum                                                 | W252   | RKD | Mogelijk onderdeel van een driedelige reeks met W251 en W253 |
|            | Pallas Athene | ca. 1657                                                           | Doek                                                                              | 118 × 91              | Lissabon, Museu Calouste Gulbenkian                                        | W253   | RKD | Rembrandt en leerling. Mogelijk onderdeel van een driedelige reeks met W251 en W252                                                                                            |
|            | De apostel Paulus aan zijn schrijftafel | 1657                                                               | Doek                                                                              | 129 × 102             | Washington, National Gallery of Art                                        | W254   | RKD | Rembrandt en atelier |
|            | De apostel Bartolomeüs | 1657                                                               | Doek                                                                              | 122,7 × 99,5          | San Diego, Timken Museum of Art                                            | W255   | RKD | |
|            | Zelfportret van Rembrandt (ca. 1657) of Het zogeheten kleine Weense zelfportret                                                              | ca. 1657                                                           | Paneel                                                                            | 48,9 × 40,2           | Wenen, Kunsthistorisches Museum                                            | W256   | RKD | Waarschijnlijk een fragment van een veel groter zelfportret |
|            | Portret van Titus van Rijn | 1657                                                               | Doek                                                                              | 67,3 × 55,2           | Londen, Wallace Collection                                                 | W257   | RKD | |
|            | Portret van Catharina Hooghsaet | 1657                                                               | Doek                                                                              | 123,5 × 95            | Penrhyn Castle (Gwynedd)                                                   | W258   | RKD | zie ook Catrina Hoogsaet |
|            | Man met een manuscript in de hand of Portret van een onbekende geleerde ('De veilingmeester')                                                | 1658                                                               | Doek                                                                              | 108 × 85              | New York, Metropolitan Museum of Art                                       | W259*  | RKD | |
|            | Olieverfschets voor het geëtste portret van Lieven Willemsz. van Coppenol                                                                    | In of voor 1658                                                    | Paneel                                                                            | 35,6 × 28             | New York, Metropolitan Museum of Art                                       | W260   | RKD | Voorstudie voor ets B283 |
|            | Portret van een man met de handen in de zij                                                                                                  | 1658                                                               | Doek                                                                              | 107,4 × 87            | Kingston, Agnes Etherington Art Centre                                     | W261   | RKD | |
|            | De herrezen Christus | 1661 (ca. 1658)                                                    | Doek                                                                              | 81 × 64               | München, Alte Pinakothek                                                   | W262   | RKD | Het schilderij was oorspronkelijk niet ovaal |
|            | Portret van Dirck van Os | ca. 1658                                                           | Doek                                                                              | 113,5 × 88,7          | Omaha, Joslyn Art Museum                                                   | W263*  | RKD | |
|            | Zelfportret | 1658                                                               | Doek                                                                              | 131 × 102             | New York, Frick Collection                                                 | W264   | RKD | |
|            | Jupiter en Mercurius bezoeken Philemon en Baucis                                                                                             | 1658                                                               | Olieverf, overgebracht van paneel op gaas en daarna op een nieuw paneel bevestigd | 54,5 × 68,5           | Washington, National Gallery of Art                                        | W265*  | RKD | |
|            | Tobit en Anna wachten op de terugkeer van hun zoon                                                                                           | 1659                                                               | Doek                                                                              | 41,8 × 54,6           | Rotterdam, Museum Boijmans Van Beuningen                                   | W266*  | RKD | |
|            | Mozes breekt de tafelen der wet | 1659                                                               | Doek                                                                              | 168,5 × 136,5         | Berlijn, Gemäldegalerie                                                    | W267   | RKD | Onvoltooid |
|            | Jakob worstelt met de engel | ca. 1659                                                           | Doek                                                                              | 137 × 116             | Berlijn, Gemäldegalerie                                                    | W268   | RKD | Later opgewerkt door een ander |
|            | Flora of Postuum portret van Saskia van Uylenburgh als Flora                                                                                 | ca. 1660                                                           | Doek                                                                              | 100 × 91,8            | New York, Metropolitan Museum of Art                                       | W269   | RKD | Rembrandt (en atelier?) |
|            | Portret van een man als de apostel Paulus | 1659                                                               | Doek                                                                              | 102 × 85,5            | Londen, National Gallery                                                   | W270   | RKD | |
|            | Man met gepluimde baret (olieverfschets voor 272)                                                                                            | ca. 1659                                                           | Doek                                                                              | 68,5 × 55,5           | Kopenhagen, Statens Museum for Kunst                                       | W271*  | RKD | |
|            | Halffiguur van een man met een valk of 'Portrait historié' van een onbekende man als Sint-Bavo                                               | ca. 1659                                                           | Doek                                                                              | 98,5 × 79             | Göteborg, Göteborgs konstmuseum                                            | W272   | RKD | |
|            | Zelfportret met baret en opstaande kraag | 1657/1659                                                          | Doek                                                                              | 50 × 42,5             | Edinburgh, Scottish National Gallery                                       | W273   | RKD | |
|            | Zelfportret met baret en opstaande kraag | 1659                                                               | Doek                                                                              | 84,4 × 66             | Washington, National Gallery of Art                                        | W274   | RKD | |
|            | Zelfportret met baret | ca. 1659                                                           | Doek                                                                              | 30,7 × 24,3           | Aix-en-Provence, Musée Granet                                              | W275*  | RKD | Onvoltooid |
|            | Halffiguur van een oude man met baard of Studie in lichtval met een oude man als model                                                       | 1659                                                               | Paneel                                                                            | 38,1 × 26,8           | Kingston, Agnes Etherington Art Centre                                     | W276   | RKD | |
|            | Halffiguur van een vrouw of Studie in lichtval met Hendrickje Stoffels als model, poserend in een zijden kamerjas                            | ca. 1659                                                           | Paneel                                                                            | 72,5 × 51,5           | Frankfurt am Main, Städel Museum                                           | W277*  | RKD | |
|            | Halffiguur van een jonge vrouw in fantasiekleding of Hendrickje Stoffels                                                                     | ca. 1660                                                           | Doek                                                                              | 78,4 × 68,9           | New York, Metropolitan Museum of Art                                       | W278   | RKD | |
|            | Titus als monnik of Titus van Rijn als de heilige Franciscus                                                                                 | ca. 1660                                                           | Doek                                                                              | 79,5 × 67,5           | Amsterdam, Rijksmuseum                                                     | W279   | RKD | |
|            | Borststuk van een jonge man of Glimlachende jongeman (Titus)                                                                                 | 1660                                                               | Doek                                                                              | 81,5 × 78,5           | Baltimore (Maryland), Baltimore Museum of Art                              | W280*  | RKD | |
|            | Zelfportret aan de ezel | 1660                                                               | Doek                                                                              | 110,9 × 90,6          | Parijs, Louvre                                                             | W281   | RKD | Signatuur: Rem / f.1660 |
|            | Zelfportret | 1660                                                               | Doek                                                                              | 81 × 67,6             | New York, Metropolitan Museum of Art                                       | W282   | RKD | |
|            | De tweede maaltijd van Ahasverus en Haman bij Ester of Ahasverus, Haman en Ester                                                             | ca. 1655-1665                                                      | Doek                                                                              | 71,5 × 93             | Moskou, Poesjkinmuseum                                                     | W283   | RKD | |
|            | De verloochening van Petrus | 1660                                                               | Doek                                                                              | 154 × 169             | Amsterdam, Rijksmuseum                                                     | W284   | RKD | W286 is geschilderd op een stuk doek dat van W284 is afgesneden |
|            | Borststuk van een man met een tulband of Studie in lichtval van een man en profil                                                            | ca. 1661                                                           | Paneel                                                                            | 24,8 × 19,1           | Kingston, Agnes Etherington Art Centre                                     | W285*  | RKD | Mogelijk een voorstudie voor W286 |
|            | De besnijdenis in de stal | 1661                                                               | Doek                                                                              | 56,5 × 75             | Washington, National Gallery of Art                                        | W286   | RKD | |
|            | Oude vrouw met rozenkrans of Mater dolorosa                                                                                                  | 1661                                                               | Doek                                                                              | 107 × 81              | Épinal, Musée départemental d'art ancien et contemporain                   | W287   | RKD | |
|            | Borststuk van een jongen of Titus poserend voor een studie van een engel                                                                     | ca. 1661                                                           | Paneel                                                                            | 40,6 × 34,9           | Detroit, Detroit Institute of Arts                                         | W288*  | RKD | Mogelijk een voorstudie voor W289 |
|            | De evangelist Matteüs en de engel | 1661                                                               | Doek                                                                              | 96 × 81               | Parijs, Louvre                                                             | W289   | RKD | Onderdeel van de reeks W289–W294 |
|            | De apostel Bartolomeüs | 1661                                                               | Doek                                                                              | 87,5 × 75             | Los Angeles, J. Paul Getty Museum                                          | W290   | RKD | Onderdeel van de reeks W289–W294 |
|            | De apostel Simon | 1661                                                               | Doek                                                                              | 98,5 × 79             | Zürich, Kunsthaus Zürich                                                   | W291   | RKD | Onderdeel van de reeks W289–W294 |
|            | De apostel Jacobus de Meerdere in gebed | 1661                                                               | Doek                                                                              | 92,1 × 74,9           | - (verblijfplaats onbekend)                                                | W292   | RKD | Onderdeel van de reeks W289–W294 |
|            | Christus met een staf of De apostel Jacobus de Mindere                                                                                       | 1661                                                               | Doek                                                                              | 94,5 × 81,5           | New York, Metropolitan Museum of Art                                       | W293*  | RKD | Onderdeel van de reeks W289–W294 |
|            | Zelfportret als de apostel Paulus | 1661                                                               | Doek                                                                              | 93,2 × 79,1           | Amsterdam, Rijksmuseum                                                     | W294   | RKD | Gesigneerd: Rembrandt.f / 1661 Onderdeel van de reeks W289–W294 |
|            | Twee moren | 1661                                                               | Doek                                                                              | 77,8 × 64,5           | Den Haag, Mauritshuis                                                      | W295   | RKD | |
|            | De kleine Margaretha de Geer | 1661                                                               | Doek                                                                              | 73,5 × 60,7           | Londen, National Gallery                                                   | W296   | RKD | Schets voor 297b |
|            | Portret van Jacob Trip | ca. 1661                                                           | Doek                                                                              | 130,5 × 97            | Londen, National Gallery                                                   | W297a  | RKD | Pendant van W297b |
|            | Portret van Margaretha de Geer | ca. 1661                                                           | Doek                                                                              | 130,5 × 97            | Londen, National Gallery                                                   | W297b  | RKD | Pendant van W297a |
|            | De samenzwering van de Bataven onder Claudius Civilis                                                                                        | ca. 1661–1662                                                      | Doek                                                                              | 196 × 309             | Stockholm, Nationalmuseum                                                  | W298   | RKD | Fragment |
|            | De staalmeesters | 1662                                                               | Doek                                                                              | 191,5 × 279           | Amsterdam, Rijksmuseum                                                     | W299   | RKD | |
|            | Portret van een jonge man met zwarte baret                                                                                                   | ca. 1662                                                           | Doek                                                                              | 80 × 64,7             | Kansas City, Nelson-Atkins Museum of Art                                   | W300   | RKD | |
|            | Homerus of Homerus dicteert zijn verzen | 1663                                                               | Doek                                                                              | 108 × 82,4            | Den Haag, Mauritshuis                                                      | W301   | RKD | Onderdeel van een driedelige reeks met W228 en een verloren gegane Alexander de Grote                                                                                          |
|            | Zelfportret als Zeuxis (lachend terwijl hij een oude vrouw schildert)                                                                        | ca. 1663                                                           | Doek                                                                              | 82,5 × 65             | Keulen, Wallraf-Richartz-Museum                                            | W302   | RKD | Niet gesigneerd |
|            | Portret van Frederick Rihel te paard | 1663                                                               | Doek                                                                              | 294,5 × 241           | Londen, National Gallery                                                   | W303   | RKD | Rembrandt en atelier. Het paard is geschilderd door iemand anders, mogelijk Titus van Rijn                                                                                     |
|            | Borststuk van een jongeman met baard en keppeltje                                                                                            | 1663                                                               | Doek                                                                              | 65,8 × 57,5           | Fort Worth, Kimbell Art Museum                                             | W304   | RKD | |
|            | Portret van een vrouw met schoothondje | ca. 1665                                                           | Doek                                                                              | 81 × 64               | Toronto, Art Gallery of Ontario                                            | W305   | RKD | |
|            | Oude man in een leunstoel (mogelijk een portret van Jan Amos Comenius)                                                                       | ca. 1665                                                           | Doek                                                                              | 104 × 86              | Florence, Galleria degli Uffizi                                            | W306   | RKD | |
|            | Lezende Titus (studie in direct en weerkaatst licht)                                                                                         | ca. 1660/1665                                                      | Doek                                                                              | 70,5 × 64             | Wenen, Kunsthistorisches Museum                                            | W307   | RKD | |
|            | Portret van Gerard de Lairesse | 1665                                                               | Doek                                                                              | 112 × 87              | New York, Metropolitan Museum of Art                                       | W308   | RKD | |
|            | Portret van Jan Boursse, zittend bij een kachel                                                                                              | ca. 1666                                                           | Paneel                                                                            | 47 × 40,5             | Winterthur, Sammlung Oskar Reinhart "Am Römerholz"                         | W309*  | RKD | Waarschijnlijk een voorstudie voor een nooit gemaakte ets |
|            | Jonge man met een rode mantel of Een veronderstelde schets voor de man van Het Joodse bruidje                                                | ca. 1665                                                           | Paneel                                                                            | 38,4 × 31,1           | New York, Metropolitan Museum of Art                                       | W310*  | RKD | De toeschrijving is omstreden |
|            | Portret van een man met een vergrootglas, mogelijk Pieter Haaringh                                                                           | ca. 1665                                                           | Doek                                                                              | 91,4 × 74,3           | New York, Metropolitan Museum of Art                                       | W311a  | RKD | Pendant van W311b |
|            | Portret van een vrouw met een anjer, mogelijk Lysbet Jansdr Delft                                                                            | ca. 1665                                                           | Doek                                                                              | 92,1 × 74,6           | New York, Metropolitan Museum of Art                                       | W311b  | RKD | Pendant van W311a |
|            | Het Joodse bruidje of 'Portrait historié' van een echtpaar als Izaäk en Rebekka                                                              | ca. 1665                                                           | Doek                                                                              | 121,5 × 166,5         | Amsterdam, Rijksmuseum                                                     | W312   | RKD | |
|            | Familieportret | ca. 1665                                                           | Doek                                                                              | 126 × 167             | Braunschweig, Herzog Anton Ulrich Museum                                   | W313   | RKD | |
|            | Lucretia | 1666                                                               | Doek                                                                              | 111 × 95              | Minneapolis, Minneapolis Institute of Arts                                 | W314   | RKD | De beide handen zijn later (onhandig) 'voltooid' door iemand anders |
|            | Portret van een man met grijs haar | 1667                                                               | Doek                                                                              | 108,9 × 92,7          | Melbourne, National Gallery of Victoria                                    | W315   | RKD | |
|            | Portret van een zittende oude man (mogelijk Pieter de la Tombe)                                                                              | 1667                                                               | Doek                                                                              | 81,9 × 67,7           | Den Haag, Mauritshuis                                                      | W316   | RKD | |
|            | Portret van Titus van Rijn | 1668                                                               | Doek                                                                              | 72 × 56               | Parijs, Louvre                                                             | W317   | RKD | Pendant van W318? |
|            | Halffiguur van een jonge vrouw in fantasiekostuum of Portret van een jonge vrouw, mogelijk Magdalena van Loo                                 | 1668                                                               | Doek                                                                              | 56 × 47               | Montreal, Musée des beaux-arts de Montréal                                 | W318   | RKD | Pendant van W317? |
|            | Zelfportret met twee cirkels | ca. 1665/1669                                                      | Doek                                                                              | 114,3 × 94            | Londen, Kenwood House                                                      | W319   | RKD | Onvoltooid |
|            | De terugkeer van de verloren zoon | ca. 1660-1665                                                      | Doek                                                                              | 262 × 206             | Sint-Petersburg, Hermitage                                                 | W320   | RKD | Door Rembrandt en anderen |
|            | Zelfportret op 63-jarige leeftijd | 1669                                                               | Doek                                                                              | 86 × 70,5             | Londen, National Gallery                                                   | W321   | RKD | |
|            | Zelfportret met baret | 1669                                                               | Doek                                                                              | 71 × 54               | Florence, Galleria degli Uffizi                                            | W322   | RKD | |
|            | Zelfportret | 1669                                                               | Doek                                                                              | 63,5 × 60,2           | Den Haag, Mauritshuis                                                      | W323   | RKD | Gesigneerd: Rembrandt / f.1669 |
|            | Het loflied van Simeon of De presentatie in de tempel                                                                                        | 1669                                                               | Doek                                                                              | 98,5 × 79,5           | Stockholm, Nationalmuseum                                                  | W324   | RKD | Niet gesigneerd. Onvoltooid en met latere toevoegingen. Het doek verkeert in zeer slechte staat.                                                                               |

## Problematische werken (selectie)
In deze tabel staan schilderijen die Ernst van de Wetering niet in zijn catalogue raisonné heeft opgenomen, maar die door anderen (kunsthistorici en musea) wel als originele Rembrandts worden beschouwd.
| Afbeelding | Toeschrijving | Titel                                                                 | Datering         | Techniek                     | Afmetingen                               | Verblijfplaats                                             |
| ---------- | --- | --------------------------------------------------------------------- | ---------------- | ---------------------------- | ---------------------------------------- | ---------------------------------------------------------- |
|            | In 2014 door Jan Six gepresenteerd als een mogelijke vroege Rembrandt                                                                                          | Laat de kinderen tot mij komen                                        |                  |                              |                                          | Privéverzameling                                           |
|            | Rembrandt en/of atelier | Portret van een vrouw                                                 | 1633             | Olieverf op paneel           | 67,9 × 50,2                              | New York, Metropolitan Museum of Art                       |
|            | Rembrandt (volgens het museum) of omgeving van Rembrandt | Zelfportret (?)                                                       | Ca. 1634-1635    | Olieverf op paneel           | 57 × 44                                  | São Paulo, Museu de Arte de São Paulo                      |
|            | Sinds 2022 door het Museum Bredius en Jeroen Giltaij toegeschreven aan Rembrandt (na restauratie), voorheen toegeschreven aan een navolger                     | Kruisoprichting                                                       | ca. 1642-1645    | Olieverf op paneel           | 39 × 30                                  | Den Haag, Museum Bredius                                   |
|            | Door Rembrandt (volgens het museum) of door een leerling of assistent met correcties van Rembrandt (volgens Van de Wetering alleen het linkerbeen van Batseba) | Batseba aan haar toilet                                               | 1643             | Olieverf op paneel (eik)     | 57,2 × 76,2                              | New York, Metropolitan Museum of Art                       |
|            | Rembrandt (volgens Liedtke; niet bij Van de Wetering) | Portret van een man met handschoenen in de hand                       | 1648             | Olieverf op paneel (mahonie) | 80,6 × 67,3                              | New York, Metropolitan Museum of Art                       |
|            | Atelier Rembrandt (of Rembrandt zelf ?) | Vrije kopie van het Portret van Saskia van Uylenburgh in Kassel (W95) | 1651 (gedateerd) | 112 × 85,5                   | Olieverf op paneel, overgebracht op doek | Antwerpen, Koninklijk Museum voor Schone Kunsten Antwerpen |
|            | Rembrandt (volgens het museum) of navolger | Dubbelportret van een oude man en een oude vrouw                      | 1654             | elk: 74 × 63                 | Olieverf op doek                         | Moskou, Poesjkinmuseum                                     |
|            | Rembrandt (volgens het museum) of navolger van Rembrandt | Portret van een man                                                   | 1655-1660        | Olieverf op doek             | 83,5 × 64,5                              | New York, Metropolitan Museum of Art                       |
|            | Volgens het museum van Rembrandt; volgens Van de Wetering gemaakt door een leerling (Arent de Gelder ?), onder supervisie van Rembrandt                        | Lucretia                                                              | 1664             | Olieverf op doek             | 116 × 99                                 | Washington, National Gallery of Art                        |
|            | Rembrandt (opzet) en atelier (uitwerking) (niet bij Van de Wetering)                                                                                           | Haman ervaart zijn noodlot of David en Uria                           | ca. 1666-1669    | Olieverf op doek             | 127 × 116                                | Sint-Petersburg, Hermitage                                 |

## Werken door leerlingen en navolgers (selectie)
Dit is een selectie van schilderijen die algemeen worden beschouwd als werken van leerlingen, assistenten of navolgers.
| Afbeelding | Toeschrijving                                                                                        | Titel                                      | Datering          | Verblijfplaats                                     |
| ---------- | --- | ------------------------------------------ | ----------------- | -------------------------------------------------- |
|            | Leerling of navolger van Rembrandt (Dirck Lievens ?) vrij naar Rembrandt, vgl. de etsen B352 en B353 | Borststuk van een oude vrouw               | ca. 1628 (?)      | New York, Leiden Collection                        |
|            | Atelier Rembrandt                                                                                    | Borststuk van een jonge vrouw              | ca. 1632          | Allentown (Pennsylvania), The Allentown Art Museum |
|            | Atelier Rembrandt (op basis van een compositie van Rembrandt)                                        | Het offer van Abraham                      | 1636              | München, Alte Pinakothek                           |
|            | Atelier Rembrandt (Ferdinand Bol ?)                                                                  | Het vertrek van de Sunammitische vrouw     | 1640              | Londen, Victoria and Albert Museum                 |
|            | Omgeving van Rembrandt                                                                               | Jongenskopje                               | Ca. 1643 of later | Amsterdam, Rijksmuseum                             |
|            | Atelier Rembrandt (Carel Fabritius ?)                                                                | Pendantportretten van een man en een vrouw | ca. 1645          | Privéverzameling (Verenigd Koninkrijk)             |
|            | Atelier of navolger van Rembrandt                                                                    | De man met de gouden helm                  | ca. 1650-1655     | Berlijn, Gemäldegalerie                            |